# Abdelaziz Merzougui
Abdelaziz Merzougui (* 30. August 1991 in Guelmim) ist ein spanischer Hindernisläufer marokkanischer Herkunft.
2010 siegte er beim Juniorenrennen der Crosslauf-Europameisterschaften in Albufeira.
Bei den Leichtathletik-U23-Europameisterschaften 2011 gewann er über 3000 m Hindernis Silber.
2012 wurde er in derselben Disziplin Vierter bei den Leichtathletik-Europameisterschaften in Helsinki und schied bei den Olympischen Spielen in London im Vorlauf aus.
2013 siegte er bei den U23-EM in Tampere.
Seine persönliche Bestzeit von 8:18,03 min stellte er am 7. Juni 2012 in Huelva auf.
Im Januar 2024 wurde Merzougui wegen Unregelmäßigkeiten in seinem biologischen Pass für vier Jahre gesperrt. Allerdings wird die Sperre wegen einer spanischen Gesetzeslücke nicht durchgesetzt.